# Опоченский уезд
Опоченский уезд — административная единица в составе Радомской губернии Российской империи, существовавшая c 1837 года по 1919 год. Административный центр — город Опочно.

## История
Уезд образован в 1837 году в составе Сандомирской губернии. В 1844 году уезд вошёл в состав Радомской губернии Российской империи. В 1919 году преобразован в Опочненский повят Келецкого воеводства Польши. В 1867 году начальником уезда был подполковник Захаров Василий Данилович.

## Население
По переписи 1897 года население уезда составляло 100 451 человек, в том числе в городе Опочно — 6079 жит.

### Национальный состав
Национальный состав по переписи 1897 года:
- поляки — 88 665 чел. (88,3 %),
- евреи — 10 062 чел. (10,0 %),
- немцы — 1561 чел. (1,6 %),

## Административное деление
В 1913 году в состав уезда входило 23 гмин: 
| - Балачев — пос. Балачев, - Велька-Воля — д. Порадыз, - Гоздзыков — пос. Гельнев, - Држевица — пос. Држевица, - Зайончков — д. Мале-Коньске, - Кльвов — пос. Кльвов, - Кунички — д. Шадковице, - Кщонов — д. Крашков, | - Махоры — д. Марцинков, - Невершин — д. Александров, - Овчары — д. Подкляшторже, - Опочно — д. Боковец, - Осса — пос. Одрживол, - Пржисуха — д. Пржисуха, - Радоня — д. Мнишков, - Русинов — д. Русинов, | - Своржице — д. Грабков, - Скржинско — д. Скржинско, - Студзянна — с. Посвентне, - Стужно — д. Каменно-Воля, - Тополице — пос. Жарнов, - Уневель — д. Смардзев, - Янков — с. Славно. |